# Rouffignac-Saint-Cernin-de-Reilhac
Rouffignac-Saint-Cernin-de-Reilhac is een gemeente in het Franse departement Dordogne in de regio Nouvelle-Aquitaine en maakt deel uit van het arrondissement Sarlat-la-Canéda. De gemeente telde 1.662 inwoners op 1 januari 2022.

## Geografie
De oppervlakte van Rouffignac-Saint-Cernin-de-Reilhac bedraagt 59,9 vierkante kilometer; Op 1 januari 2022 was de bevolkingsdichtheid 27,7 inwoners per km².
Het is bekend door de dichtbijgelegen Grotte de Rouffignac.
De onderstaande kaart toont de ligging van Rouffignac-Saint-Cernin-de-Reilhac met de belangrijkste infrastructuur en aangrenzende gemeenten.

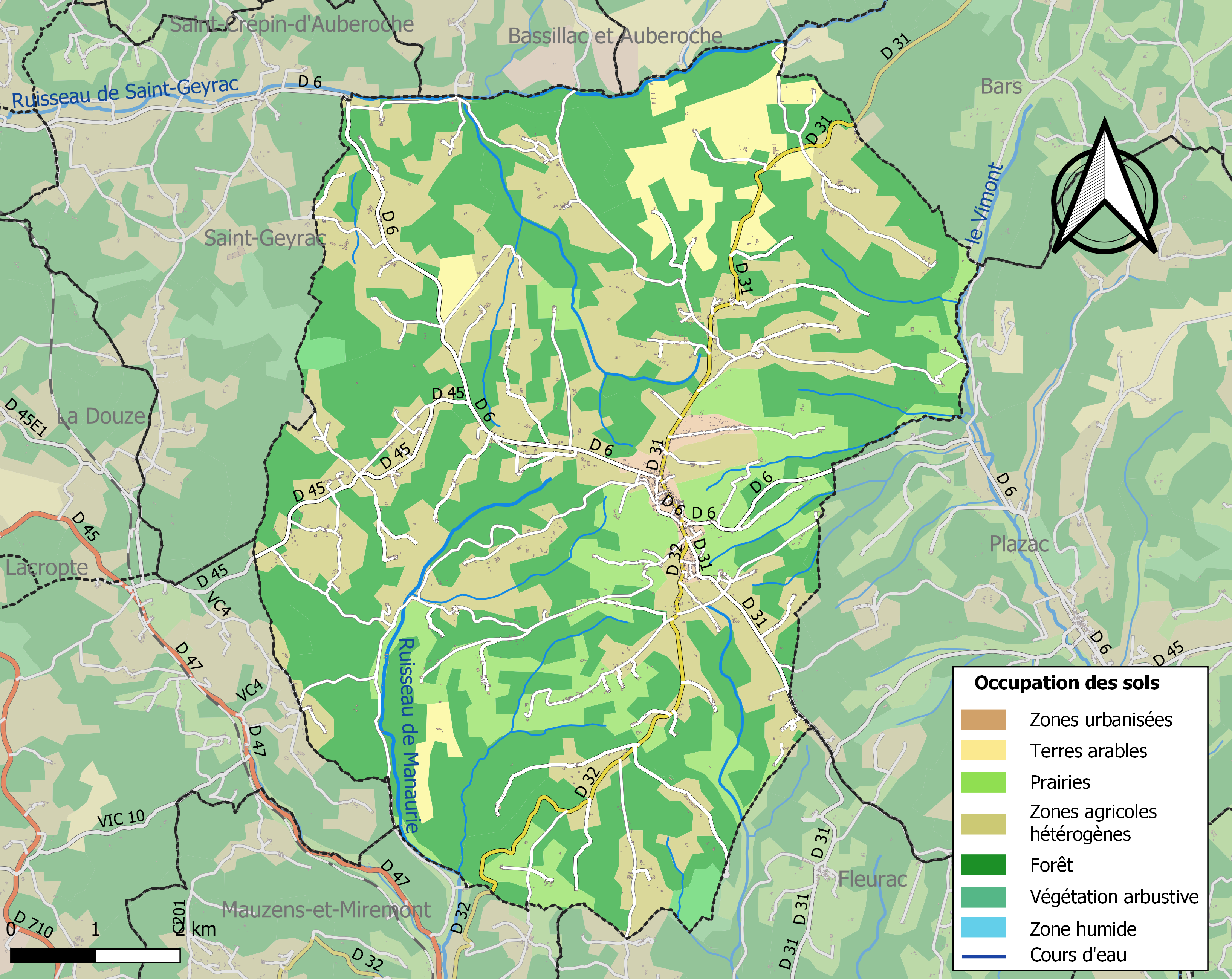

## Demografie
Onderstaande figuur toont het verloop van het inwonertal.

## Stedenband
- Bindernheim, Elzas